# Mala Gorica (Sveta Nedelja)
Mala Gorica is een plaats in de gemeente Sveta Nedelja in de Kroatische provincie Zagreb. De plaats telt 545 inwoners (2001).